# Park Narodowy South Bruny
Park Narodowy South Bruny (ang. South Bruny National Park) – park narodowy położony na australijskiej wyspie Bruny, w granicach administracyjnych obszaru samorządu lokalnego Kingborough Council. 

## Położenie
Park Narodowy South Bruny został utworzony 11 czerwca 1997 roku na mocy ustawy National Parks and Wildlife Act 1970. Obejmuje powierzchnię 5 059 ha. Park narodowy położony jest w południowej części wyspy Bruny, która oddzielona jest od południowo-wschodniego wybrzeża Tasmanii Kanałem d’Entrecasteaux. Znajduje się około 40 km na południe od stolicy stanu, miasta Hobart. Park narodowy składa się z trzech odseparowanych od siebie części położonych na półwyspie Labillardiere Peninsula, przylądku Fluted Cape oraz nad wodami zatok: Cloudy Bay i Pyramid Bay.

## Flora i fauna
Na terenie parku narodowego głównym gatunkiem lasotwórczym jest Eucalyptus obliqua, natomiast gatunkiem domieszkowym jest eukaliptus rózgowaty Eucalyptus viminalis. Ponadto na terenie parku występują wrzosowiska oraz scrub. Na obszarze wrzosowisk występuje m.in. wiele gatunków storczykowatych, np. Prasophyllum castaneum, natomiast na obszarach scrubu dominującym gatunkiem jest Eucalyptus amygdalina. Ponadto na terenie parku narodowego występuje endemiczny gatunek Euphrasia fragosa.
Fauna parku South Bruny charakteryzuje się dużym bogactwem gatunkowym ptaków. Wśród bytujących gatunków można wymienić m.in.: sieweczkę czarnogłową, papużkę ostrosterną oraz pingwina małego. Wśród gatunków ssaków na terenie parku występują m.in.: kolczatka australijska, pademelon rudobrzuchy oraz kangur rdzawoszyi. Ponadto w wodach okalających wyspę występują kotiki karłowate, lamparty morskie oraz z rzędu waleni humbaki i walenie południowe, które wpływają do wód Zatoki Adventure.